# Stadtkirche St. Peter und Paul (Weißensee)

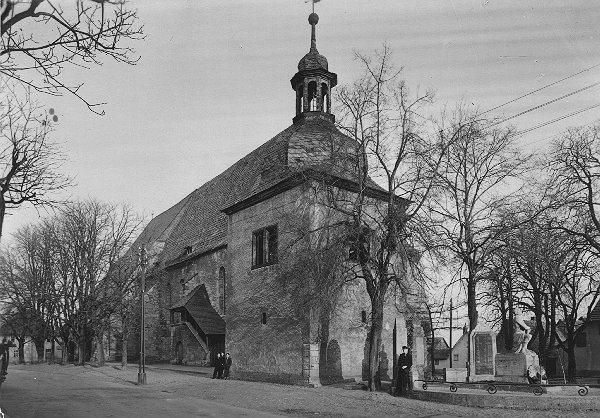
Blick auf die Stadtkirche mit Glockenturm und Kriegerehrenmal (Aufnahme aus dem Jahre 1920)

Die Stadtkirche St. Peter & Paul steht am höchsten Punkt der Stadt Weißensee im Landkreis Sömmerda  im Bundesland Thüringen. Das Gotteshaus wurde erstmals 1301 urkundlich erwähnt und stammt aus dem 12. Jahrhundert.

## Entstehung

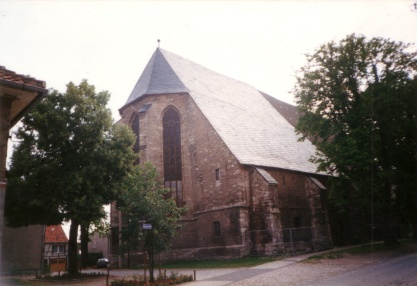
Blick auf den Chor der Stadtkirche mit neuem Schieferdach

Die Kirche St. Peter und Paul ist der wichtigste Kirchenbau Weißensees. Obwohl über Jahrhunderte Stadtkirche und damit nicht nur wiederholt umgebaut und vergrößert, sondern ebenfalls bei mehreren Stadtbränden stark beschädigt und nachfolgend erneuert, hat sich mit ihr ein weiteres romanisches Gebäude innerhalb der Stadtgrenzen erhalten. Die Anlage der Stadt Weißensee um 1200 integrierte die bereits vorhandene Siedlung südlich der Runneburg (Burg Weißensee) und damit auch deren aufwendige romanische Saalkirche St. Nikolai. Am östlichen Ende des zur Burg ausgerichteten Marktes wurde wohl sogleich mit dem Bau einer neuen, an exponierter Stelle innerhalb der Stadt gelegenen Kirche begonnen, die noch während des ersten Viertels des 13. Jahrhunderts im Wesentlichen fertiggestellt war. Um das Jahr 1230 ließ sich der Johanniterorden in Weißensee nieder. Ab dem Jahre 1300 diente die Stadtkirche dem Orden als Klosterkirche. Um 1301 wurde die Kirche erstmals urkundlich erwähnt im Zusammenhang mit einem gewissen Theodoricus, welcher die Kirche durch eine nicht näher bezeichnete Bluttat entweiht hat. Zur Strafe musste er der Kirche jährlich 3 Zentner Wachs liefern.

## Gestaltung

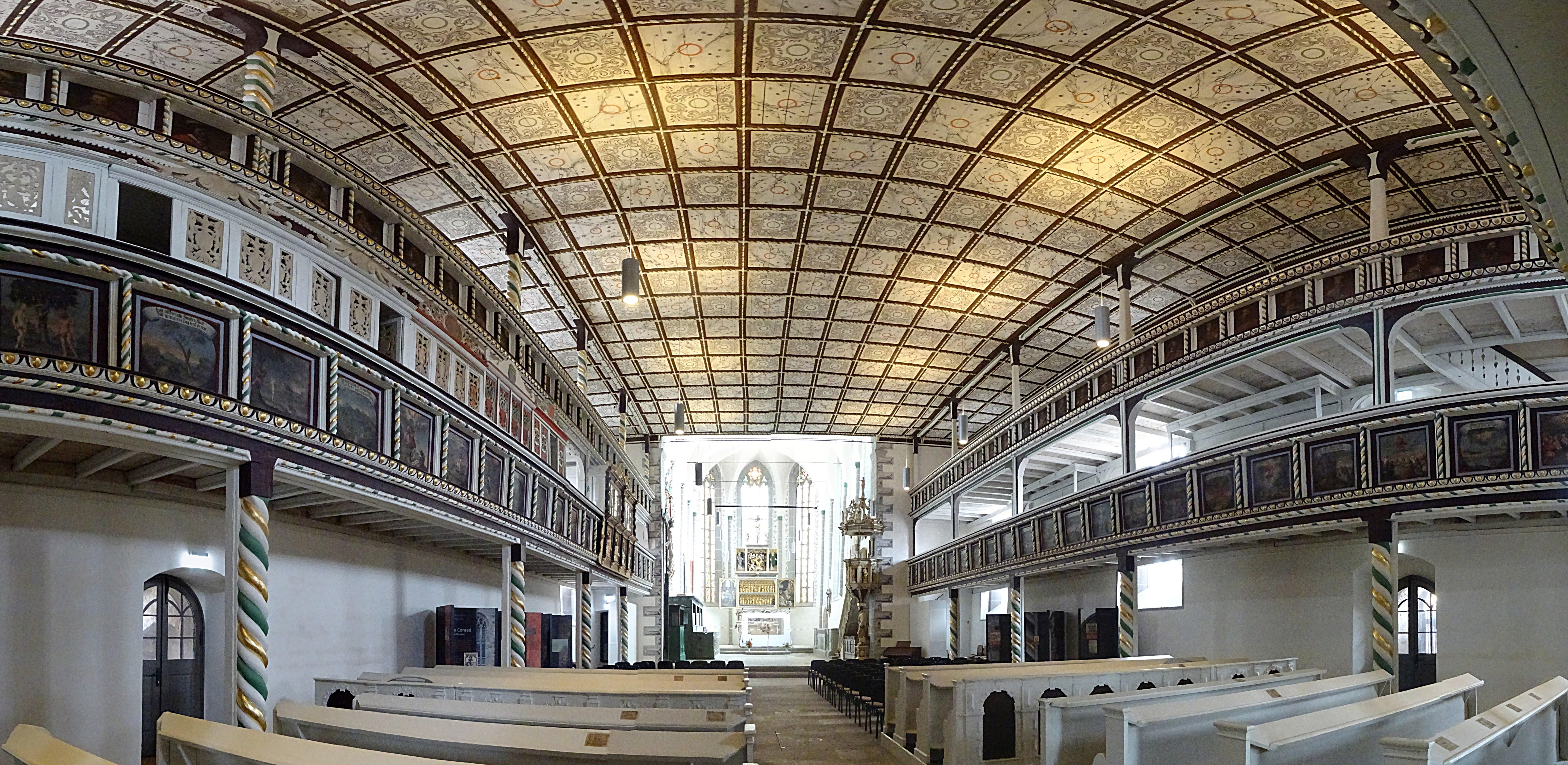
Innenraum-Panorama

Der massige Baukörper der Stadtkirche besteht im heutigen Zustand aus einem längsrechteckigen, weitgehend in spätgotischen Formen ausgeführten Saal und einem von Osten an diesen anschließenden hochgotischen Chorbau, dessen Nordseite ein zweigeschossiger Anbau angefügt ist. Das bis zum First des Chores gezogene Pultdach des Anbaus bildet mit der nördlichen Dachfläche des Chores eine einheitliche Fläche gleicher Neigung. Das hohe, riesenhaft wirkende Kirchendach ist an seiner Westseite abgewalmt, die Firsthöhen von Chor und Langhaus sind identisch. Die Kirche besitzt keinen Kirchturm im eigentlichen Sinne. Der Merianstich der Stadt von etwa 1650 zeigt die Kirche lediglich mit einem polygonalen Dachreiter von enormer Größe. Der ursprünglich über der Vierung vorhandene Turm wurde aufgrund eines Ratsbeschlusses aus dem Jahre 1619 wegen Baufälligkeit abgebrochen „… sol um aller gefahr willen, der Thurm abgetragen undt die glocken auff den kirchoff gehencket werden,… “ Der Abriss des Querhauses erfolgte kurz darauf. Aus dieser Zeit stammen auch die Emporenaufgänge, die sich an der Außenseite der Nord und Südwand befinden. Über diese Aufgänge gelangt man in die Emporen im inneren der Kirche, die sich über 2 Etagen erstrecken. Die mehr als 100 Brüstungsfelder sind mit szenischen Darstellungen bemalt. Um das Jahr 1673 wurden die nördlichen Emporen umgebaut und Logen eingebaut. Der sogenannte Amtsstuhl und der Ratsstuhl. Die Logen weisen aufwendige, farbig gefasste Gliederungen und Schnitzereien auf. Die ebenmäßig aufgeteilte Kassettendecke entstand wohl ebenfalls in der 1. Hälfte des 17. Jahrhunderts. Auch sie war reich ornamental bemalt, wie geringe Reste belegen, die in verdecktem Zustand einer „Renovierung“ des Kircheninneren gegen Ende des letzten Jahrhunderts entgingen.

## Ausstattung

### Altar

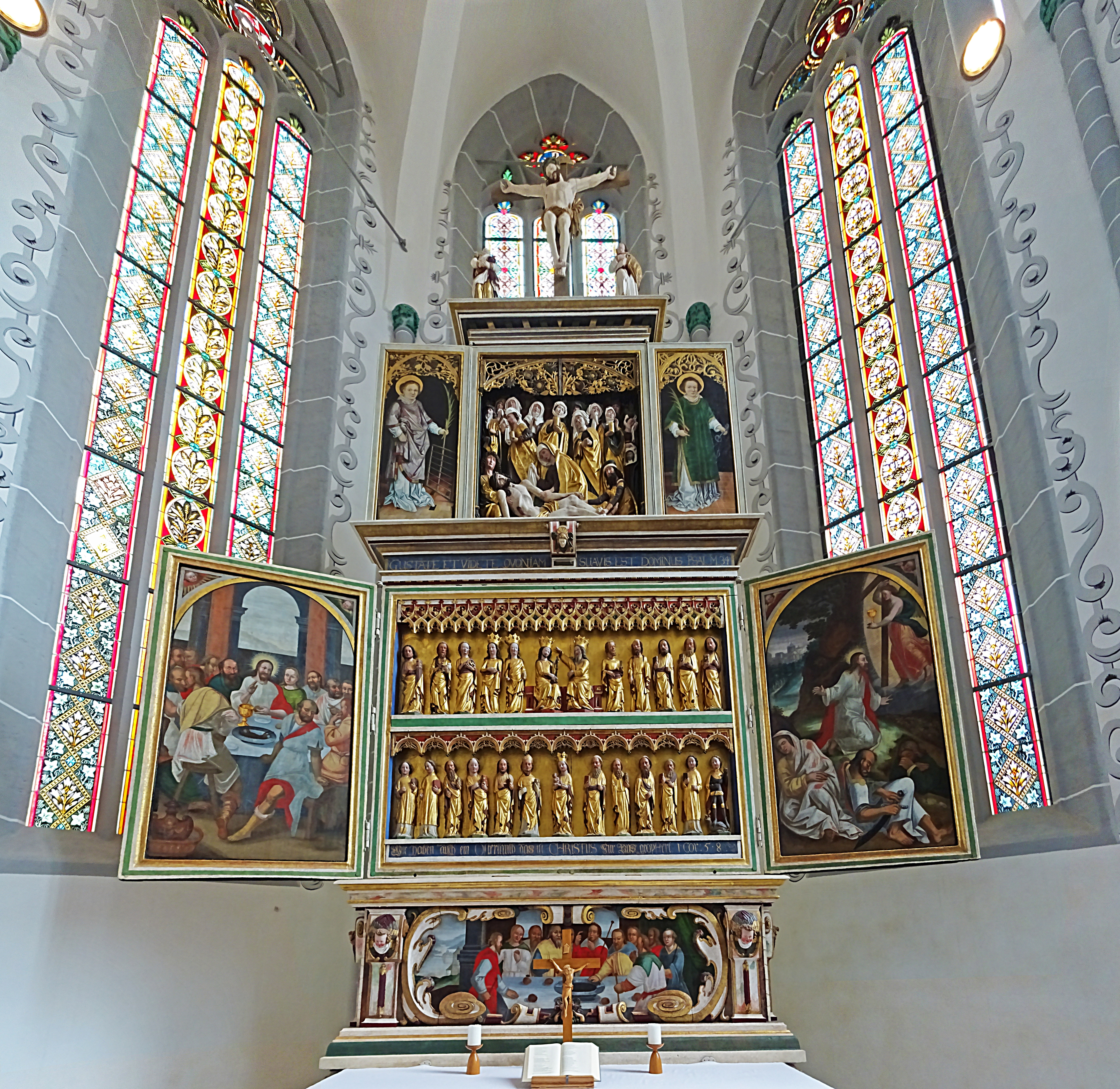
Chor und Hochaltar

Als ältester Teil, der noch der mittelalterlichen Ausstattung entstammt, ist in erster Linie der Altar zu nennen. Sein massiv gemauerter Block (Stipes) nimmt an seiner Rückseite eine verschließbare Nische zur Reliquienverwahrung auf. Mit der kräftig gekehlten Altarplatte dürfte er dem Chorneubau des 14. Jahrhunderts angehören. Er trägt einen barocken Prospekt, in den zwei geschnitzte Altarschreine des 15. Jahrhunderts integriert sind. Über der Predella mit einer gemalten Darstellung des Passahmahles erhebt sich ein zweietagiger Schrein der ersten Hälfte des 15. Jahrhunderts. In zwei Ebenen, die jeweils filigranes Maßwerk bekrönt, sind seine Figuren aufgereiht: Im unteren Teil je sechs heilige zu beiden Seiten der Maria mit dem Jesuskind; darüber je fünf heilige seitlich einer Krönung Christi. Ursprünglich wurde hier die Krönung Marias dargestellt (als die Reformation auch Weißensee erreichte, malte man der Maria kurzerhand einen Bart an und machte sie damit zu Jesus). Die Altarflügel scheinen erneuert. Der darüber angebrachte Schrein mit zwei Seitenflügeln (ein Triptychon) der zweiten Hälfte des 15. Jahrhunderts zeigt in seinem Mittelfeld die Kreuzabnahme Christi – eine vielfigurige, reich bewegte Darstellung von bemerkenswerter Qualität. Die bemalten Seitenflügel bilden auf ihren Innenseiten Petrus  und Laurentius mit dem Rost ab.

### Kanzel

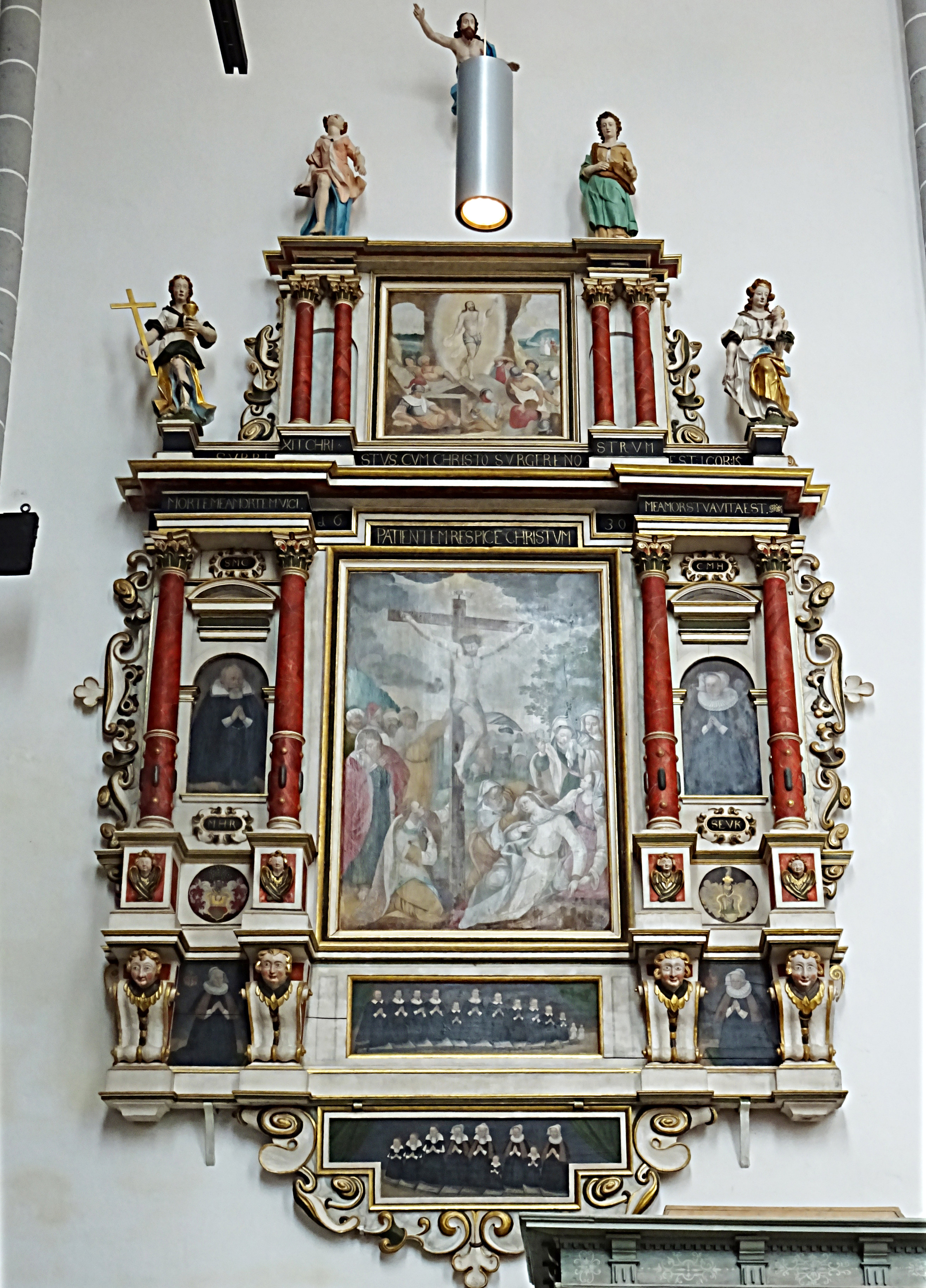
Epitaph für Melchior Heidenreich

Die reich gestaltete, von einer Petrusfigur gestützte Kanzel an der südlichen Laibung des gewaltigen Triumphbogens und das mehrteilige Chorgestühl entstammen der ersten Hälfte des 17. Jahrhunderts. Für 1621 sind Ausgaben zu einem neuen „Predigerstuhl“ erwähnt. Sowohl Gestühl als auch Kanzel weisen geringe barocke Veränderungen auf. Beide sind aufwendig bemalt. Dabei zeigen die reich gegliederten Brüstungsfelder und die ebenso gestaltete Rückwand des nördlichen überdachten Gestühls Figuren noch ungeklärter Bedeutung, wie wohl auch das schlichtere Gestühl der Chorsüdseite. Die Kanzel, die aufwendigere Formen besitzt als das Chorgestühl, krönt ein vielgliedriger, mit zahlreichen Figuren besetzter Schalldeckel. Die Brüstungsfelder des Kanzelaufganges sind mit Szenerien bemalt, denen möglicherweise Bibelillustrationen Matthaeus Merians d. Ä. als Vorlage dienten.

### Orgel

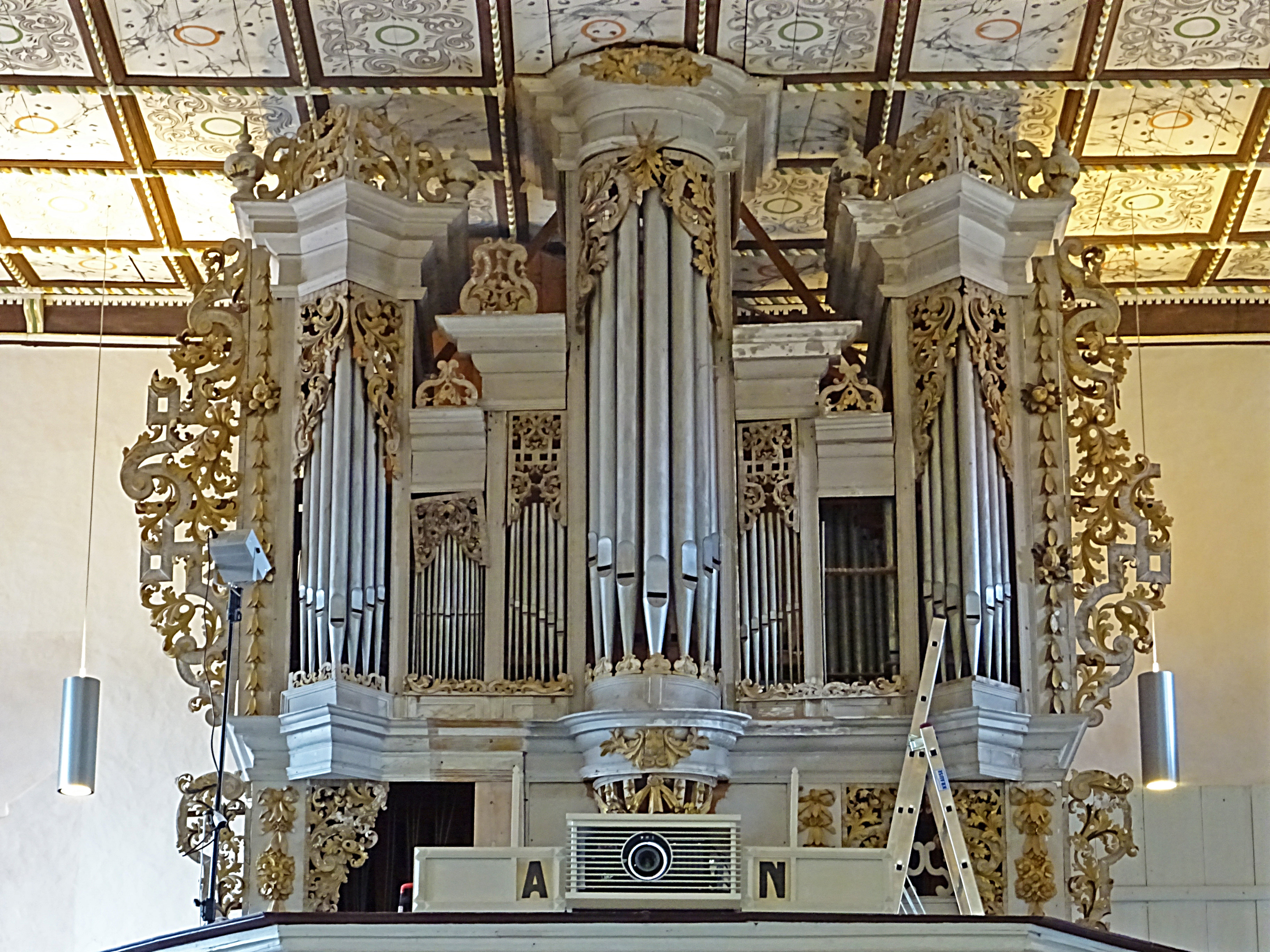
Orgel der Stadtkirche

Die erste Orgel wurde im Jahr 1584 in die Kirche eingebaut. 1624 wurde sie durch eine Orgel des Orgelbaumeisters Greutzscher aus Eisleben ersetzt. 1737 fand erneut ein Umbau der Orgel statt. Ausgeführt wurden die Arbeiten von Conrad Wilhelm Schäfer aus Kindelbrück. Die Orgelabnahme wurde von Johann Sebastian Bach am 16. Dezember 1737 vorgenommen. Eine weitere Prüfung durch ihn fand ca. ein halbes Jahr später am 21. Juli 1738 statt. Das jetzige Orgelwerk stammt aus dem 19. Jahrhundert vom Orgelbaumeister Otto Petersilie aus Bad Langensalza. Der barocke Prospekt aus dem Jahr 1732 blieb erhalten. Auf Grund jahrelanger Witterungseinflüsse ist die Orgel nicht mehr spielbar. Sie soll aber wieder restauriert werden.

#### Orgelwerk 1737
In den Jahren 1737–1738 baute der Orgelbauer Conrad Wilhelm Schäfer aus Kindelbrück ein neues Orgelwerk. Der sehr dekorative barocke Prospekt (mit Ohren und kunstvollen Schleierbrettern) entstand schon im Jahr 1732. Er ist relativ hoch und schmal; der Aufbau lässt deutlich erkennen, dass die Orgel Oberwerk und Brustpositiv hatte, das Pedal stand dahinter. Es ist historisch belegt, das Johann Sebastian Bach (damals HochfürstlicherCapellmeister von Haus aus) am 16. Dezember 1737 und am 21. Juli 1738 die Orgel prüfte. Von der Schäfer-Orgel blieb nur der barocke Prospekt erhalten. Im Inneren birgt er eine Orgel von 1903, gebaut von Otto Petersilie aus Langensalza.
Die Schäfer-Orgel verfügte über 32 Register und 6 Nebenzüge mit folgender Disposition:
| I Hauptwerk C– |     |
| Prinzipal      | 8′  |
| Bordun         | 16′ |
| Hohlflöte      | 8′  |
| Gemshorn       | 8′  |
| Bordun         | 8′  |
| Music Gedackt  | 8′  |
| Quintaton      | 8′  |
| Flöte          | 4′  |
| Octave         | 4′  |
| Octave         | 2′  |
| Zingel III     |     |
| Mixtur VI      |     |

| II Oberklavier C– |     |
| Prinzipal         | 8′  |
| Quintaton         | 16′ |
| Viol.de.Gamba     | 8′  |
| Flöte Trav.       | 8′  |
| Gedackt           | 8′  |
| Spitzflöte        | 4′  |
| Octave            | 4′  |
| Octave            | 2′  |
| Flöte             | 4′  |
| Sesquitralta II   |     |
| Mixtur IV         |     |
| Cornet III        |     |

| Bässe C–     |     |
| Prinzipal    | 16′ |
| Violon       | 16′ |
| Gambenbaß    | 16′ |
| Subbabaß     | 16′ |
| Octavbaß     | 8′  |
| Posaunenbass | 16′ |

- Koppeln: Pedalköppel, Manualköppel
- Nebenregister: Glockenspiel, Stern, Fächer
- Spielhilfe: Sperrventil zum Hauptwerk

#### Orgelwerk 1902
Es hat 2 Manuale, 1 selbständiges Pedal, 19 klingende Register. Die Prospektpfeifen sind bei Kriegsbeschlagnahme 1917 ausgebaut worden, später wurden sie durch neue aus aluminisiertem Zink ersetzt. Die Prospektpfeifen waren vor und nach dem Ersatz stumm.
Der Magazinbalg hat 2 einwärtsgehende Falten und 2 Parallelschöpfer mit Fußbetrieb. Der Balg wurde bis ca. 1940 noch von 2 Personen betätigt und dann auf Elektrisch umgerüstet.
Das von Petersilie gebaute Orgelwerk besteht aus Kastenlade, pneumatischer Lade nach besonderer Konstruktion des Erbauers. Es hat Nebenzüge: (1 Manualkoppel, Pedalkoppel 1, Pedalkoppel 2), 1 Vollzug, 6 beliebig einzustellende Kombinationen sowie einen Fußschweller (piano bis pianissimo).
- Umfang der Manuale von C–f3, 54 Töne (= viereinhalb Oktaven).
- Umfang des Pedals von C–d1, 27 Töne.

## Heutige Nutzung

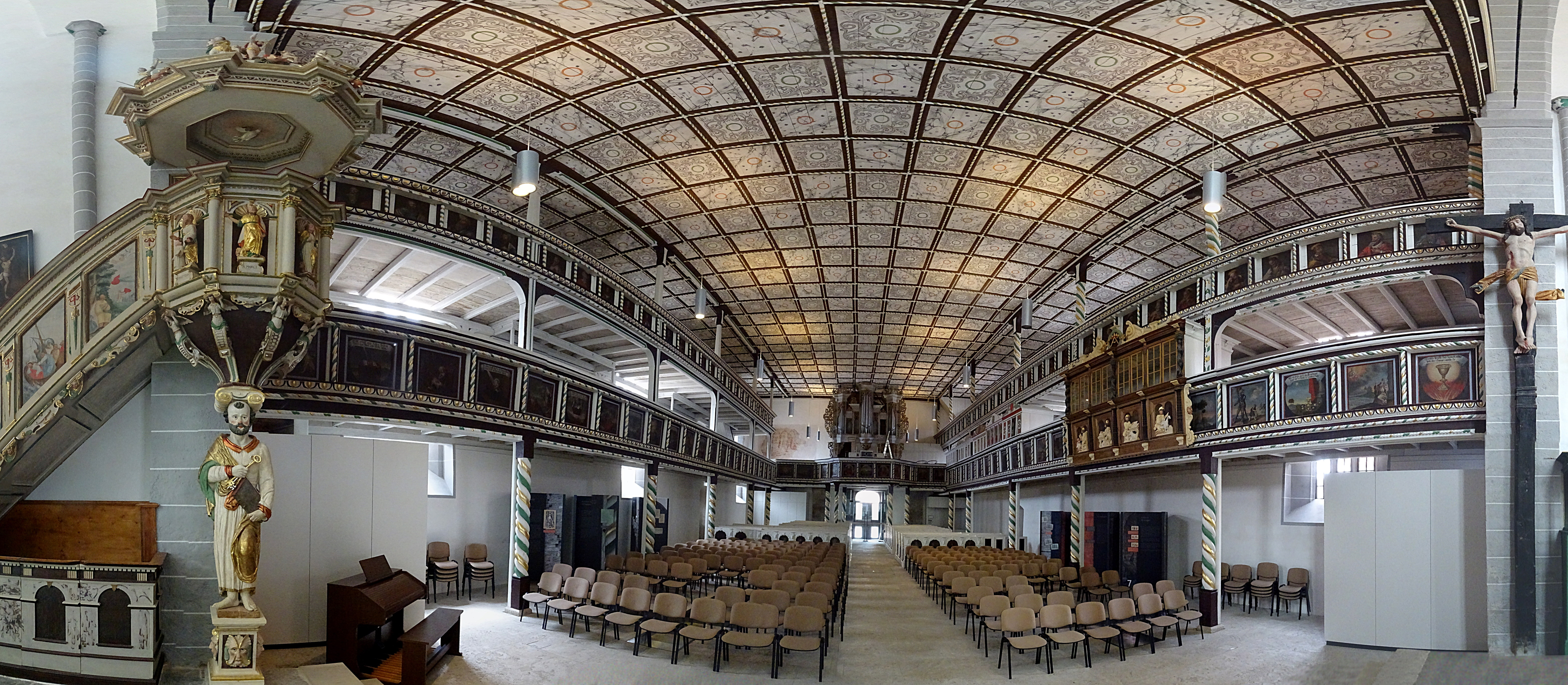
Nutzung als Bürgersaal

Die Stadtkirche wurde aufwendig saniert und restauriert. Sie dient der Stadt Weißensee als Bürgersaal und der Kirchengemeinde zugleich als Gotteshaus.